# Parazumia symmorpha
Parazumia symmorpha (лат.) — вид одиночных ос из семейства Vespidae.

## Распространение
Встречаются в Северной Америке: Канада (Онтарио, Квебек), США.

## Описание
Длина переднего крыла 11,5—15,5 мм, а у самцов 8,0—11,5 мм. Окраска тела в основном чёрная с жёлтыми отметинами. Гнёзда, предположительно, строят в земле. Взрослые самки охотятся на личинок насекомых для откладывания в них яиц и в которых в будущим появится личинка осы.